# Dicranota niphas
Dicranota niphas är en tvåvingeart som beskrevs av Alexander 1962. Dicranota niphas ingår i släktet Dicranota och familjen hårögonharkrankar. Inga underarter finns listade i Catalogue of Life.